# Filchneria kuenluensis
Filchneria kuenluensis är en bäcksländeart som först beskrevs av Šámal 1935.  Filchneria kuenluensis ingår i släktet Filchneria och familjen rovbäcksländor. Inga underarter finns listade i Catalogue of Life.